# Leśniewo-Niedźwiedź
Leśniewo-Niedźwiedź – wieś w Polsce położona w województwie podlaskim, w powiecie wysokomazowieckim, w gminie Kulesze Kościelne.
Administracyjnie na terenie wsi utworzono dwa sołectwa Leśniewo-Niedźwiedź I i Leśniewo-Niedźwiedź II.
W latach 1975–1998 miejscowość administracyjnie należała do województwa łomżyńskiego.
Wierni kościoła rzymskokatolickiego należą do parafii Matki Boskiej Szkaplerznej w Starych Wnorach.

## Historia
Można przypuszczać, że Leśniewo istniało już w końcu XI w. W 1075 roku utworzono Biskupstwo mazowieckie, nadając mu ziemie również na wschodnim Mazowszu, w okolicy grodu w Święcku-Strumianach. Gród był otoczony zwartym kręgiem 44 wsi. W tym czasie nie były one wymieniane. W roku 1203 książę Konrad Mazowiecki potwierdził stan posiadania biskupstwa płockiego, wymieniając również wsie należące do kasztelanii święckiej. Dokument ten został w roku 1239 przepisany, zachowując się do naszych czasów. Wymieniono tam również Leśniewo. Według historyków zawiera on niewątpliwie autentyczny stan posiadania biskupstwa mazowieckiego i to z czasów jego fundacji.
Niektórzy znani mieszkańcy i właściciele Leśniewa (często cząstkowi):
- w 1526 roku w urzędzie ziemskim w Wiźnie pojawił się Jacobus Leśniewski de Leśniewo ex Magno Ducatu Litthvaniae. Rycerz ten pieczętował się herbem Rawicz
- Na popis wojenny województwa podlaskiego w 1528 roku stawili się: Marek Stańkowicz, wdowa Stanisławowa, Maciej i Jakub Bartoszewicze, Jan, Bartosz i Stanisław Maciejowicze i wdowa Janowa Stanisławowiczowa
- Małgorzata, córka Michała z Kruszewa, żona 1-o v. Marka z Idźków, a 2-o v. Wojciecha Leśniewskiego, zeznała zapis 1566 r. na rzecz córki swej z pierwszego męża, Katarzyny, żony Jana Leśniewskiego
- Mikołaj, syn Bernarda, darował połowę swą Leśniewa braciom swym, Przecławowi i Michałowi 1571 roku
- Stanisław, Wojciech, Jan, Józef, Sebastjan, Maciej, Piotr, Jan, Cherubin i drugi Piotr, współdziedzice Leśniewa w 1596[9]

Na początku XVIII wieku żył Franciszek Leśniewski, który kupił kilka kamienic w Warszawie, został pisarzem królewskim. Feliks Leśniewski był podczaszym inflanckim.
Do końca XVIII wieku nazwę wsi zapisywano jako Leśniewo, dopiero od początku wieku XIX pojawia się nazwa Leśniewo Niedźwiedź.
W roku 1827 wieś liczyła 15 domów i 77 mieszkańców.
27 listopada 1893 oddano do użytku linię kolejową Ostrołęka-Łapy, a w miejscowości uruchomiono stację kolejową Wnory, obecnie jest to nieczynny przystanek osobowy. 
Pod koniec XIX w. Słownik geograficzny Królestwa Polskiego i innych krajów słowiańskich informuje, że miejscowość leży nad Śliną w powiecie mazowieckim, gmina Piszczaty parafia Kobylin. Naliczono wtedy 12 drobnoszlacheckich gospodarstw na 117 ha ziemi (101 ha gruntów ornych).
W 1921 we wsi 19 domów i 92 mieszkańców. W okresie międzywojennym działał tu młyn motorowy należący do J. Choińskiego, istniała również piwiarnia S. Stypułkowskiego.
Od roku 1930 funkcjonowała szkoła powszechna. Początkowo liczyła 86 uczniów, w następnych latach stan ten spadł do 60. Nauczyciele: Stanisław Mystkowski i Klementyna Kalinowska.